# Conferentie van burgemeesters en Staten-Generaal in Halle-Vilvoorde
De Conferentie van burgemeesters en Staten-Generaal Halle-Vilvoorde was een overlegforum tussen 28 van de 35 gemeentebesturen in het bestuurlijk arrondissement Halle-Vilvoorde, dat deel uitmaakt van het gerechtelijk arrondissement annex kieskring Brussel-Halle-Vilvoorde (B-H-V).
Zeven faciliteitengemeenten (de zes gemeenten in de Vlaamse Rand: Drogenbos, Kraainem, Linkebeek, Sint-Genesius-Rode, Wemmel, Wezembeek-Oppem, en de taalgrensgemeente Bever) waren uitgesloten. 
Het overlegforum werd opgericht in 2003 om de splitsing van Brussel-Halle-Vilvoorde te bereiken. Bij de splitsing van het arrondissement in 2012 werd de conferentie opgegeven.
Een van de acties van het comité was de oproep om niet in te gaan op een oproep om te zetelen in een stembureau bij federale verkiezingen. Op 9 mei 2004 organiseerde het comité een betoging omtrent de kwestie B-H-V plaats in Halle. De opkomst bedroeg 13.000 mensen van vrijwel alle Vlaamse en Groot-Nederlandse gezinden.